# Diskobucht
Die Diskobucht (grönländisch Qeqertarsuup Tunua, dänisch Disko Bugt) ist eine Bucht im zentralen Teil der Westküste Grönlands.

## Geografie
Die Diskobucht liegt an der Baffin Bay südlich der Diskoinsel, nach der sie benannt ist. Sie hat eine minimale Breite von rund 55 km zwischen der Insel Maniitsoq im Süden und Qeqertarsuaq im Norden. Nach Osten hin erreicht sie eine Nord-Süd-Ausdehnung von rund 130 km. Der südöstliche Teil trägt den Namen Sydostbugten. Im Osten fließt der Ilulissat-Eisfjord zu, durch den die Diskobucht mit großen Mengen an Eisbergen gefüllt ist. Im Nordosten geht die Diskobucht westlich der Insel Alluttoq (Arveprinsen Ejland) in den Sullorsuaq (Vaigat) über, der die Diskoinsel nördlich abgrenzt.
An der Diskobucht befinden sich neun bewohnte Orte, darunter die Städte Qeqertarsuaq, Aasiaat, Qasigiannguit und Ilulissat. Die Orte haben eine gesammelte Bevölkerungszahl von rund 9.900 Einwohnern (2022), was rund 17,5 % der grönländischen Bevölkerung entspricht. Die Distrikte Qeqertarsuaq, Aasiaat und Qasigiannguit gehören zur Kommune Qeqertalik, der Distrikt Ilulissat zur Avannaata Kommunia.

## Geschichte
Die Diskobucht und der nördlich gelegene Sullorsuaq sind das Siedlungszentrum der Saqqaq-Kultur, welche sich etwa 2200 v. Chr. dort niederließ. Die Bucht ist reich an Jagdbeutetieren, was dazu führte, dass sich besonders viele Menschen dort niederließen. Zu den bedeutendsten archäologischen Stätten aus dieser Zeit gehören die in der Sydostbugten gelegene Insel Qeqertasussuk sowie Qajaa und Sermermiut am Eisfjord. Einmal jährlich versammelte sich die gesamte Bevölkerung der Diskobucht in Sermermiut, vermutlich aus sozialen Gründen. Nur der Reichtum an Nahrung konnte eine so große Ansammlung von Menschen an einem Ort ermöglichen.
Zwischen 800 und 400 v. Chr. verschwand die Saqqaq-Kultur und wurde durch die Dorset-Kultur abgelöst, die ebenfalls ein Zentrum in der Diskobucht hatte. Es ist unsicher, ob sich beide Kulturen getroffen hatten oder ob die Dorset-Kultur sich nicht möglicherweise sogar direkt aus der Saqqaq-Kultur entwickelte. Die Dorset-Kultur verschwand vor etwa 2000 Jahren. Anschließend war Grönland unbewohnt.
Ab etwa 1000 besuchten die Grænlendingar, die sich im Süden Grönlands niedergelassen hatten, regelmäßig mit Schiffen die nördlicheren Gebiete Grönlands. Es wird davon ausgegangen, dass der überlieferte Ortsname Bjarney („Bäreninsel“) die Diskoinsel meint. Obwohl die Gegend oft aufgesucht wurde, entstanden dort keine festen Ansiedlungen.
Etwa im 13. Jahrhundert wurde die Diskobucht durch die Thule-Kultur neu besiedelt, den Vorfahren der heutigen Inuit. Vermutlich hier trafen Inuit und Grænlendingar aufeinander, was in den Erzählungen beider Seiten überliefert ist.
Vor allem im 18. Jahrhundert betrieben holländische, englische und hamburgische Walfänger intensiven Walfang in der Diskobucht, wo sie auch mit den dort lebenden Inuit handelten. 13 Jahre nach der dänischen Kolonisierung Grönlands wurde 1734 die zweite Kolonie des Landes in Qasigiannguit gegründet.
Für die Kolonialzeit in der Diskobucht, siehe:

## Wirtschaft
Die Diskobucht ist reich an Garnelen, sodass die Garnelenfischerei und -verarbeitung heutzutage einen der wichtigsten Wirtschaftszweige in der Region ausmacht. Die Diskobucht ist das Hauptreiseziel in Grönland und wird von zahlreichen Kreuzfahrtschiffen angesteuert.